# Bedömningssport

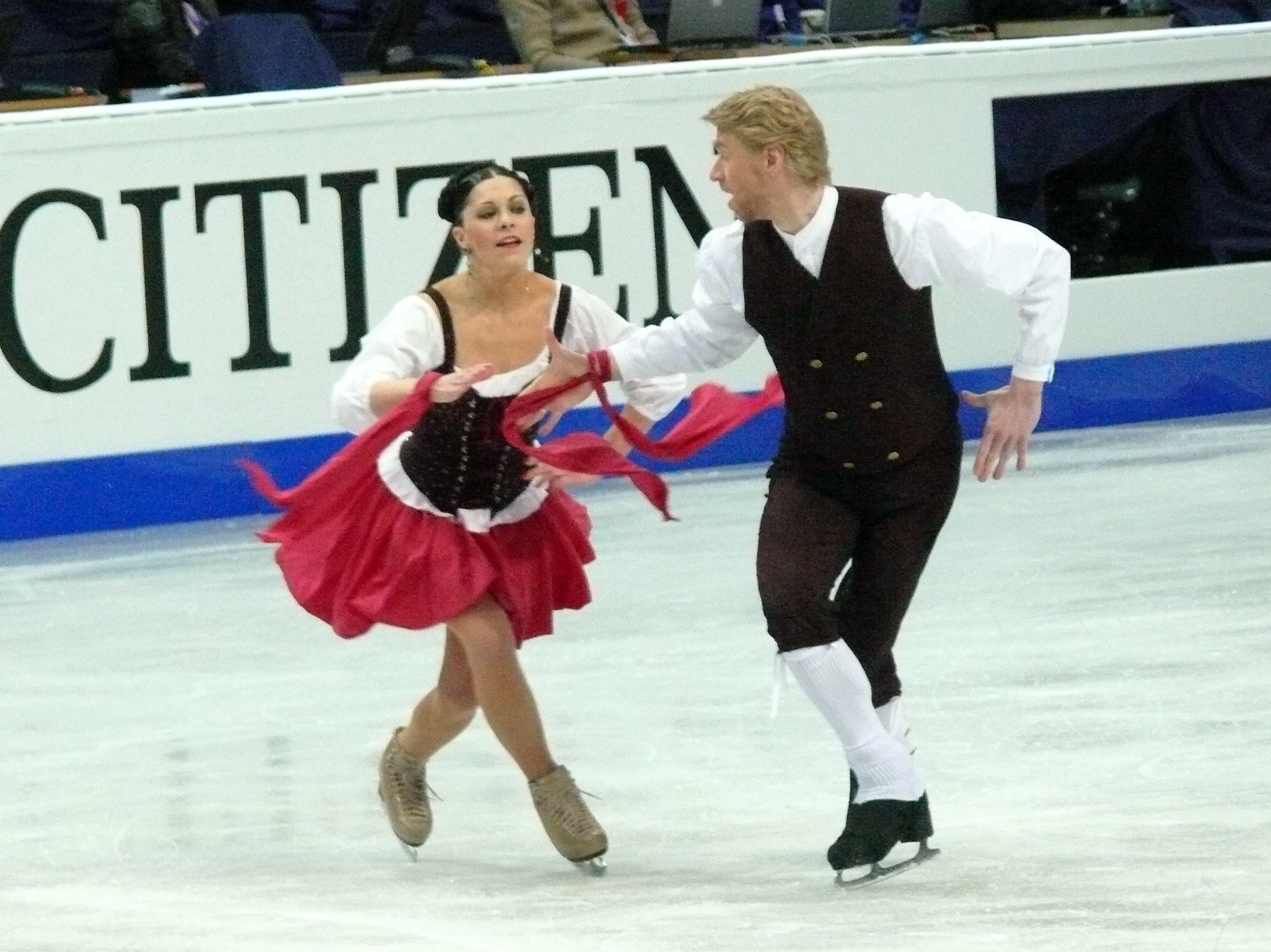
Konståkning är en bedömningssport

Bedömningssport är en ibland använd samlande term för sporter där det avgörande momentet inte i första hand är att vara snabbast, göra flest mål eller på annat sätt åstadkomma en på objektiva grunder bedömd prestation utan där avgörandet snarare ligger hos domare som avgör teknisk skicklighet och skönhet.
Som bedömningssporter räknas exempelvis konståkning, simhopp, drifting, gymnastik och dressyr. Vissa sporter har inslag av bedömningssport även om de i första hand är objektivt prestationsbaserade, till exempel backhoppning, där de tävlande först och främst skall hoppa så långt som möjligt, men där domare också gör en bedömning av hoppet som sådant och utdelar så kallade stilpoäng som avgör tävlingen i kombination med hoppets längd.
Det har ibland diskuterats huruvida rena bedömningssporter verkligen skall klassas som sport, eftersom avgörandet anses ligga hos subjektiva domare snarare än i objektivt bedömningsbara prestationer. För att undvika alltför subjektiva bedömningar finns i bedömningssporter fasta regler, dels om bestämda poängtal för mätbara prestationer, såsom exempelvis hoppen i simhopp och konståkning, dels regler om hur stil och skönhet ska bedömas.